# Comuna Kurhan, Lebedîn
Kurhan (în ucraineană Курган) este o comună în raionul Lebedîn, regiunea Sumî, Ucraina, formată din satele Kulîkî, Kurhan (reședința), Lozovo-Hrușeve, Oleksandrivka și Pletnove.

## Demografie
Componența lingvistică a comunei Kurhan
     Ucraineană (95,16%)
     Rusă (4,5%)
     Alte limbi (0,34%)
Conform recensământului din 2001, majoritatea populației comunei Kurhan era vorbitoare de ucraineană (95,16%), existând în minoritate și vorbitori de rusă (4,5%).